# Relais 4 × 400 mètres masculin aux Jeux olympiques d'été de 1960
Navigation
Melbourne 1956 Tokyo 1964
L'épreuve du relais 4 × 400 mètres masculin aux Jeux olympiques de 1960 s'est déroulée les 7 et  8 septembre 1960 au Stade olympique de Rome, en Italie. Elle est remportée par les États-Unis (Jack Yerman, Earl Young, Glenn Davis et Otis Davis) qui s'impose en portant le record du monde à 3 min 2 s 2.

## Résultats

### Finale
| Rang               | Athlètes                                                      | Pays                       | Temps         | Notes |
| ------------------ | ------------------------------------------------------------- | -------------------------- | ------------- | ----- |
| Médaille d'or      | Jack Yerman Earl Young Glenn Davis Otis Davis                 | États-Unis                 | 3 min 02 s 37 | WR    |
| Médaille d'argent  | Joachim Reske Manfred Kinder Johannes Kaiser Carl Kaufmann    | Équipe unifiée d’Allemagne | 3 min 02 s 84 |       |
| Médaille de bronze | Malcolm Spence James Wedderburn Keith Gardner George Kerr     | Indes occidentales         | 3 min 04 s 13 |       |
| 4                  | Edward Jefferys Edgar Davis Gordon Day Malcolm Spence         | Afrique du Sud             | 3 min 05 s 18 |       |
| 5                  | Malcolm Yardley Barry Jackson John Wrighton Robbie Brightwell | Grande-Bretagne            | 3 min 08 s 47 |       |
| 6                  | René Weber Ernst Zaugg Hansruedi Bruder Christian Wägli       | Suisse                     | 3 min 09 s 55 |       |